# Larry Warbasse
Lawrence Warbasse, nascido a 28 de junho de 1990 em Dearborn, é um ciclista estadounidense, membro da equipa AG2R La Mondiale.

## Palmarés
2017
- 1 etapa da Volta à Suíça[1]
- Campeonato dos Estados Unidos em Estrada

## Resultados nas grandes voltadas
| Carreira           | 2012 | 2013 | 2014 | 2015 | 2016 | 2017 | 2018 | 2019 |
| ------------------ | ---- | ---- | ---- | ---- | ---- | ---- | ---- | ---- |
| Giro d'Italia      | -    | -    | -    | -    | Ab.  | -    | -    | 52º  |
| Tour de France     | -    | -    | -    | -    | -    | -    | -    | -    |
| Volta a Espanha    | -    | -    | 74º  | 38º  | 49º  | Ab.  | -    | -    |
| Mundial em Estrada | -    | -    | -    | -    | -    | -    | -    | -    |

-: não participa

Ab.: abandono

## Equipas
- BMC-Hincapie Sportswear Development (2012)
- BMC Racing (08.2012-2014)
  - BMC Racing (stagiaire) (08.2012-12.2012)
  - BMC Racing (2013-2014)
- IAM Cycling (2015-2016)
- Aqua Blue Sport (2017-2018)
- AG2R La Mondiale (2019-)